# Свой дом (выставка)
«Свой дом» — ежегодная межрегиональная специализированная строительная выставка, проходящая в Вологде в залах выставочного комплекса «Русский Дом» и на открытых площадках города. Участие в мероприятиях выставки регулярно принимают около 200 предприятий и организаций из России, Канады, Великобритании, Германии и Финляндии.

## Тематика
Тематика выставки охватывает следующие области строительной индустрии:
- архитектурные и градостроительные разработки
- проекты индивидуальных жилых домов
- элементы инженерного обустройства жилого дома
- автономные системы жизнеобеспечения
- строительные материалы и конструкции
- технологии строительства малоэтажного жилья
- дизайн интерьера
- системы очистки воды
- инструменты

## Мероприятия
В программу выставки входят следующие мероприятия:
- семинары и круглые столы
- конференции и пленарные заседания
- деловые встречи и переговоры
- презентации товаров и услуг
- консультации
- выездные экскурсии
- конкурсы
- аукционы
- церемония награждения участников и победителей конкурсов

С 2010 года в рамках выставки организована долгосрочная экспозиция деревянного малоэтажного домостроения «Вологодская слобода».

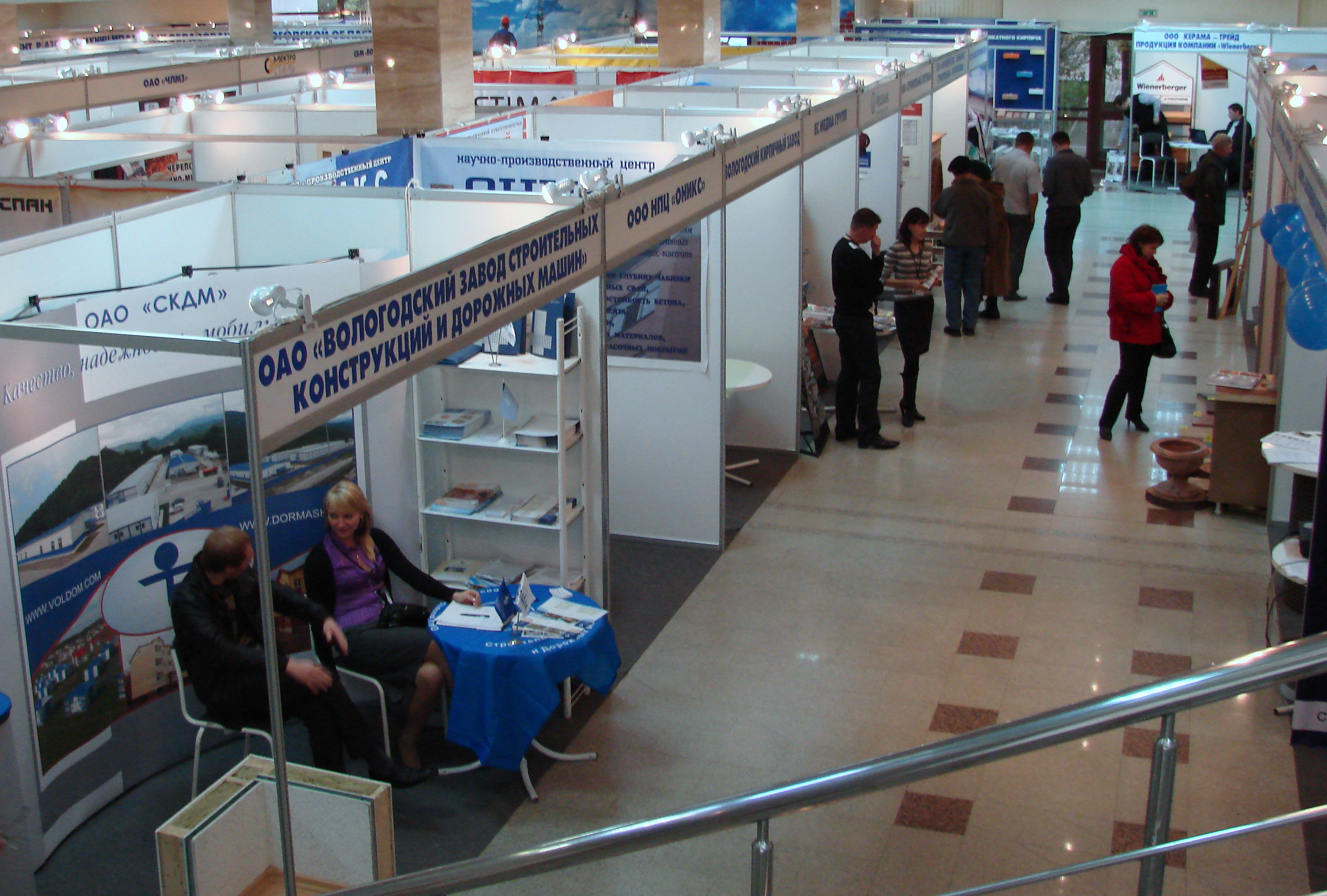
Выставочный комплекс «Русский дом»
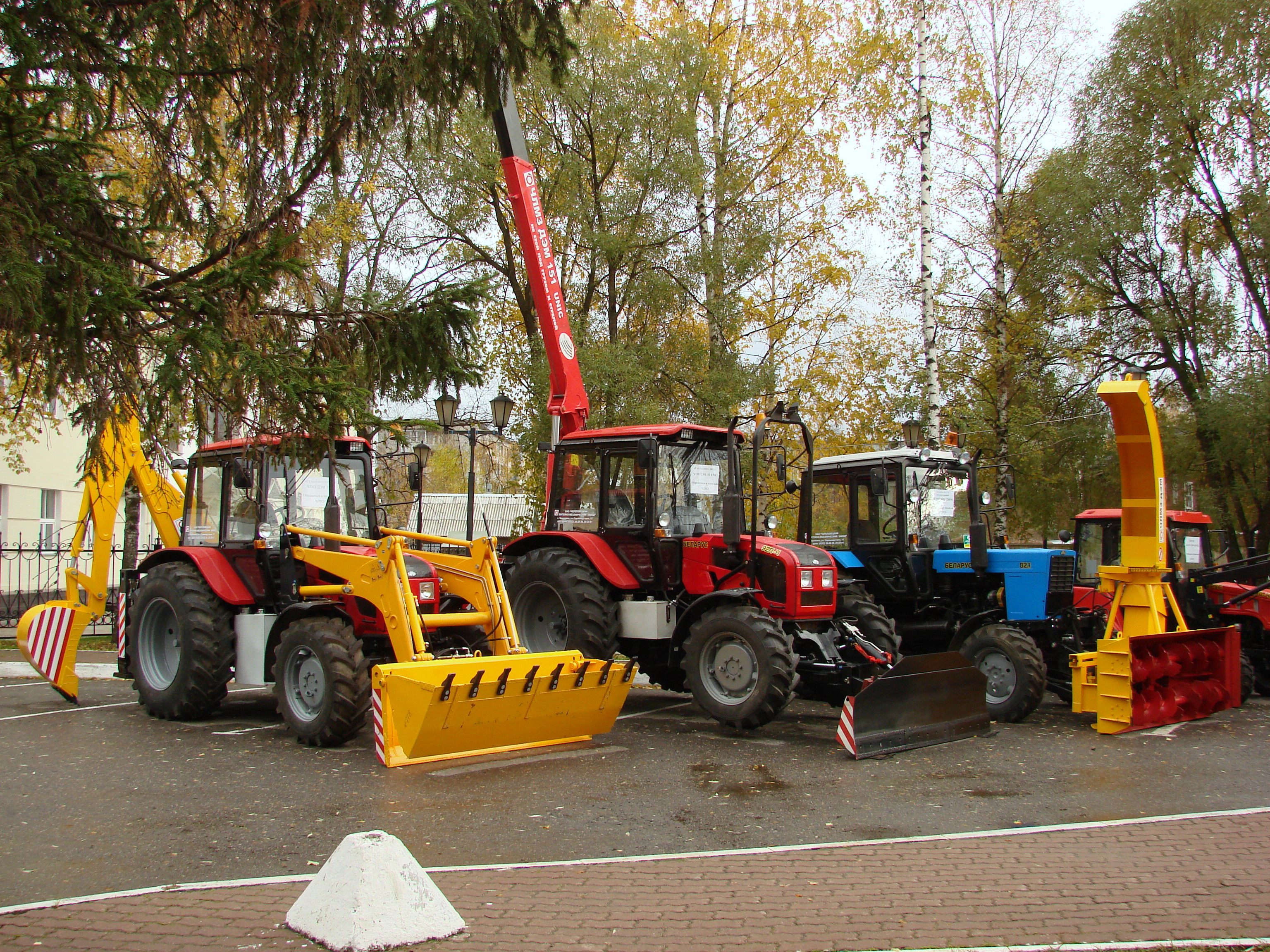
Техника на открытой площадке
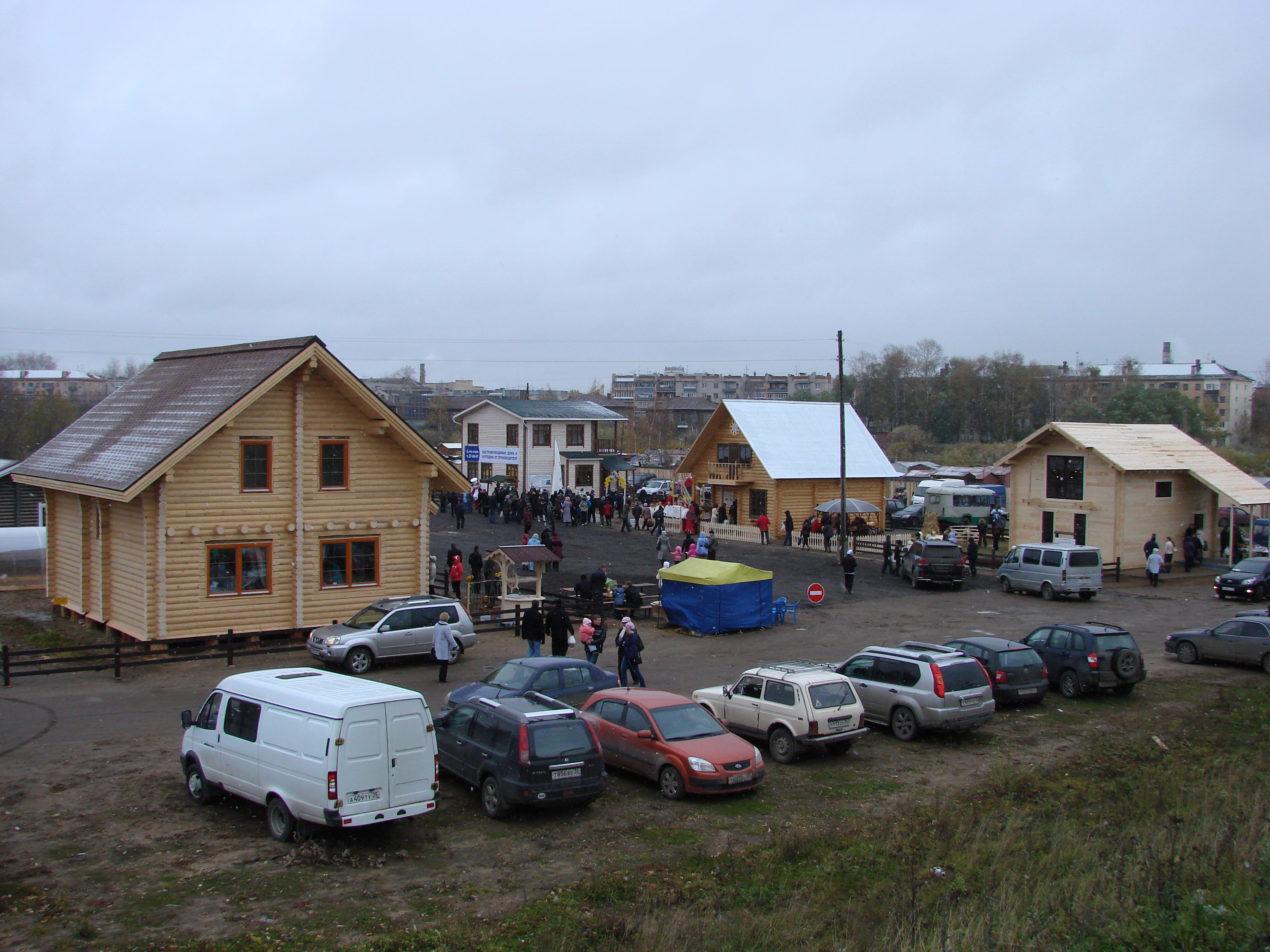
«Вологодская слобода»